# لئون دیویدسن
لئون دیویدسن (انگلیسی: Leon Davidson؛ زاده ۱۸ اکتبر ۱۹۲۲ درگذشته ۱ ژانویهٔ ۲۰۰۷) یک دانشمند بود.